# Équipe du Bangladesh féminine de volley-ball
L’équipe du Bangladesh de volley-ball féminin est composée des meilleures joueuses bangladaises sélectionnées par la Fédération bangladaise de volley-ball (Bangladesh Volleyball Federation, BVF). Elle n'est actuellement pas classée par la Fédération internationale de volley-ball au 15 janvier 2010.

## Sélection actuelle
Sélection pour les qualifications aux championnats du monde 2010.
Entraîneur : Mohammad Sohel  ; entraîneur-adjoint : Ashiqur Rahman 